# Génébrières
Génébrières é uma comuna francesa na região administrativa de Occitânia, no departamento de Tarn-et-Garonne. Estende-se por uma área de 18,45 km². Em 2010 a comuna tinha 629 habitantes (densidade: 34,1 hab./km²).